# Acarnano
Acarnano (in greco antico: Ἄκαρνάν -ᾶνος?, Akarnàn) è un personaggio della mitologia greca, figlio di Alcmeone e della sua seconda moglie Calliroe e fratello di Anfotero.

## Mitologia
Dopo l'uccisione del padre Alcmeone da parte di Fegeo, la madre Calliroe (venuta a sapere della morte del marito da Zeus, con il quale aveva rapporti intimi) pregò affinché i due infanti diventassero adulti anzitempo per poterlo vendicare ed il dio, dandole ascolto, acconsentì.
Acarnano ed il fratello, divenuti adulti, presero le armi e si recarono dal nemico, uccidendo sia Fegeo che i suoi figli Pronoo e Agenore, che si stavano recando a Delfi per consacrare al dio Apollo collana e peplo.

### Dopo la vendetta
Inseguiti fino a Tegea, furono salvati dagli abitanti e da alcuni Argivi. Anfotero e Acarnano raccontarono l'accaduto alla madre.
Nessun dio o re volle purificarli dei loro misfatti, così continuarono il viaggio intrapreso e raggiunsero l'Epiro dove Acarnano diede il nome alla regione che perdura ancora oggi (l'Acarnania che tuttavia non compare con questo nome nei poemi omerici).